# Johan Bruyneel
Johan Bruyneel (Izegem, 23 d'agost de 1964) és un excorredor i director de ciclisme flamenc.
Com a corredor va ser dotze temporades professional, on va tenir temps d'aconseguir vint victòries, entre les quals destaquen la general del Tour de la Comunitat Econòmica Europea (actual Tour de l'Avenir) l'any 1990, el prestigiós GP de les Nacions, celebrat en modalitat de contrarellotge, l'any 1992, i etapes al Tour de França i la Volta a Espanya, on fou tercer l'any 1995.
Mentre que com a director ha tingut una carrera molt més reeixida, sent qui va creure amb Lance Armstrong després del seu càncer. L'americà li ha donat set victòries consecutives a la general del Tour de França, però també l'espanyol Alberto Contador, amb dos Tours (2007 i 2009), una Volta a Espanya (2008) i un Giro d'Itàlia (2008), i l'italià Paolo Savoldelli, amb el Giro d'Itàlia 2005, li han donat triomfs de prestigi.
Bruyneel ha sabut crear una estructura d'equip molt sòlida, amb corredors de gran qualitat donant suport a un líder comú. A partir de 2010 es va endinsar, junt amb Lance Armstrong, en un nou equip anomenat Team RadioShack, que comptava amb gran part de la plantilla del Team Astana. El 2012, amb la unió amb Team Leopard-Trek, passa a dirigir el nou equip RadioShack-Nissan.
El 12 d'octubre de 2012, després de l'informe que va fer l'USADA, en la seu procés en contra de Lance Armstrong, va ser acomiadat de l'equip.

## Palmarès com a corredor
- 1988
  - Vencedor d'una etapa del Tour de la CEE.
- 1989
  - Vencedor d'una etapa del Tour de la CEE.
  - Vencedor de 2 etapes de la Volta a Suïssa.
- 1990
  - 1r a la general del Tour de la CEE.
- 1991
  - 2n a la general de la Volta al País Basc, i vencedor d'una etapa.
  - Vencedor d'una etapa del Gran Premi del Midi Libre.
- 1992
  - 1r al Gran Premi de les Nacions.
  - 1r a la Coppa Placci.
  - Vencedor d'una etapa de la Volta a Espanya.
- 1993
  - Vencedor d'una etapa del Tour de França.
  - Vencedor d'una etapa de la Setmana Catalana.
- 1994
  - Vencedor d'una etapa de la Vuelta a la Rioja.
- 1995
  - Vencedor d'una etapa del Tour de França.
  - Vencedor d'una etapa del Gran Premi del Midi Libre.
  - 3r a la general de la Volta a Espanya.

### Resultats al Tour de França
- 1990. 17è de la classificació general.
- 1991. 35è de la classificació general.
- 1993. 7è de la classificació general. Vencedor d'una etapa
- 1995. 31è de la classificació general. Vencedor d'una etapa
- 1996. Abandona
- 1998. Abandona

### Resultats a la Volta a Espanya
- 1992. 15è de la classificació general. Vencedor d'una etapa
- 1993. 9è de la classificació general
- 1995. 3r de la classificació general